# Signollet
Le Signollet, ou la Moussière ou le ruisseau du Grand Varaine est un ruisseau français du département de la Creuse, en région Nouvelle-Aquitaine, affluent de la Goze et sous-affluent de la Loire par la Voueize, la Tardes et le Cher.

## Toponymie
Le Signollet porte deux autres noms sur les cartes du Géoportail : en amont la Moussière qui passe au lieu-dit les Moussières, sur la commune de Saint-Silvain-sous-Toulx, et le ruisseau du Grand Varaine dans sa partie médiane, traversant le lieu-dit Grand Varenne, commune de La Celle-sous-Gouzon.

## Géographie

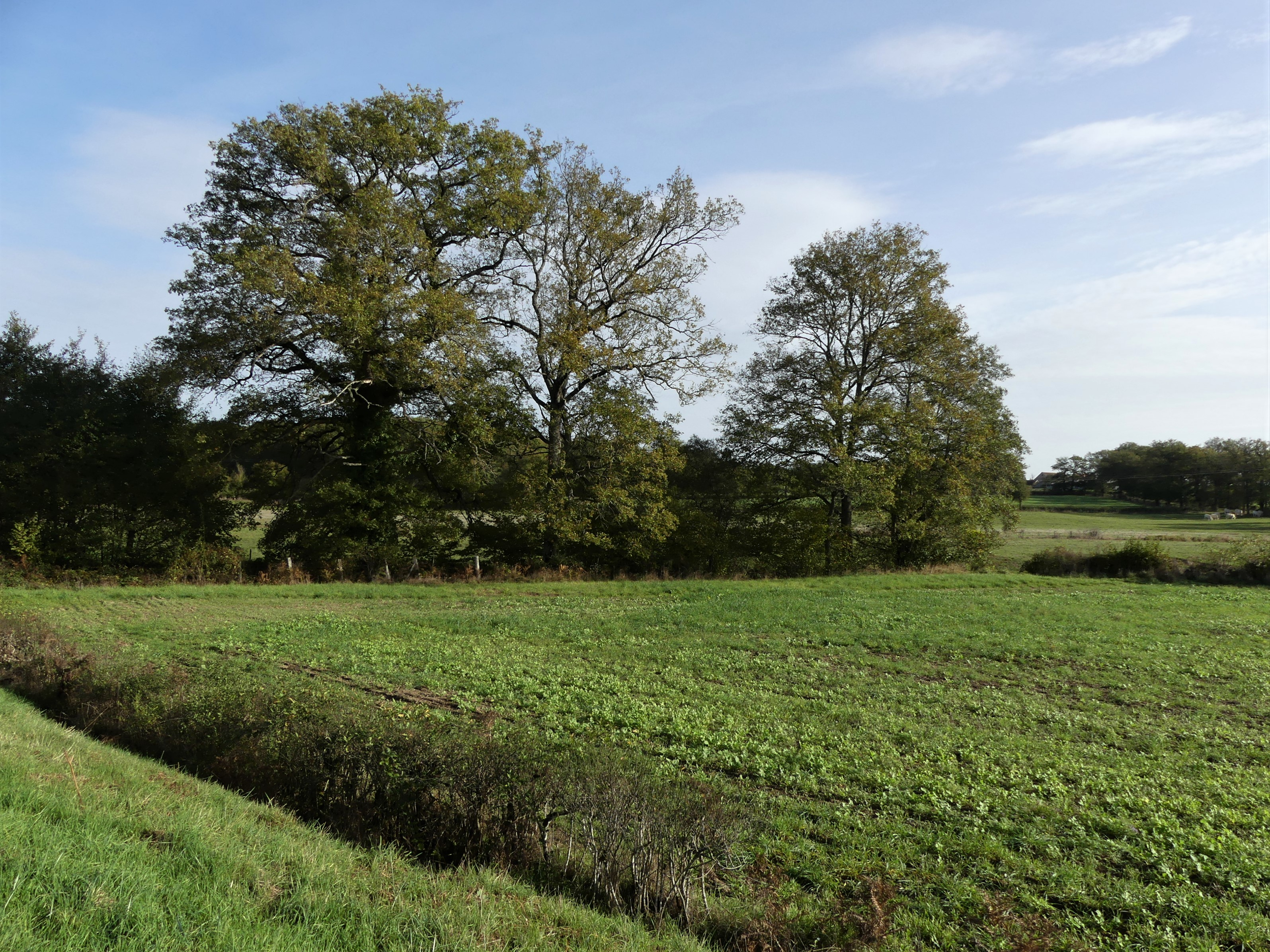
La vallée du Signollet (aval) au niveau de la RD 997, à Gouzon.

Pour le Sandre, le Signollet est un seul cours d'eau qui, sur les cartes du Géoportail, porte également le nom de la « Moussière » dans sa partie amont et de « ruisseau du Grand Varaine » dans sa partie médiane.
La Moussière prend sa source dans le quart nord-est du département de la Creuse à 507 mètres d'altitude, sur la commune de Saint-Silvain-sous-Toulx, à moins de deux kilomètres au nord-est du bourg, au nord-est du lieu-dit la Roche.
Elle prend la direction du sud-est et, après 900 mètres, oblique vers le sud et passe sous la route départementale (RD) 66. Trois kilomètres et demi plus loin, elle reçoit sur sa droite le ruisseau de la Forêt, passe immédiatement sous la ligne ferroviaire Guéret-Montluçon, prend le nom de ruisseau du Grand Varaine et 350 mètres plus loin, forme l’étang de la Forêt, une retenue de six hectares et demi.
Le ruisseau du Grand Varaine prend la direction du sud-est, reçoit sur sa droite le ruisseau de Rognollet puis sur sa gauche son principal affluent le ruisseau du Petit Varaine. De leur jonction naît le Signollet qui passe sous la route départementale RD 997.
Un kilomètre plus loin, après avoir reçu en rive droite le Mardallou, le Signollet s’écoule sur 200 mètres et se jette dans la Goze en rive gauche, à 372 mètres d'altitude, en bordure de la RD 7, au nord du lieu-dit les Gravelles, un kilomètre et demi au nord-est du centre-bourg de Gouzon.
S'écoulant globalement du nord-nord-ouest vers le sud-sud-est, l'ensemble Moussière/ruisseau du Grand Varaine/Signollet est long de 10,51 km. Avec un dénivelé de 135 mètres, sa pente moyenne s'établit à 12,84 mètres par kilomètre.

### Communes et département traversés
Le Signollet arrose quatre communes de l'arrondissement d'Aubusson dans le département de la Creuse, soit d'amont vers l'aval : Saint-Silvain-sous-Toulx (source), Toulx-Sainte-Croix, La Celle-sous-Gouzon et Gouzon (confluence avec la Goze).

### Affluents et nombre de Strahler

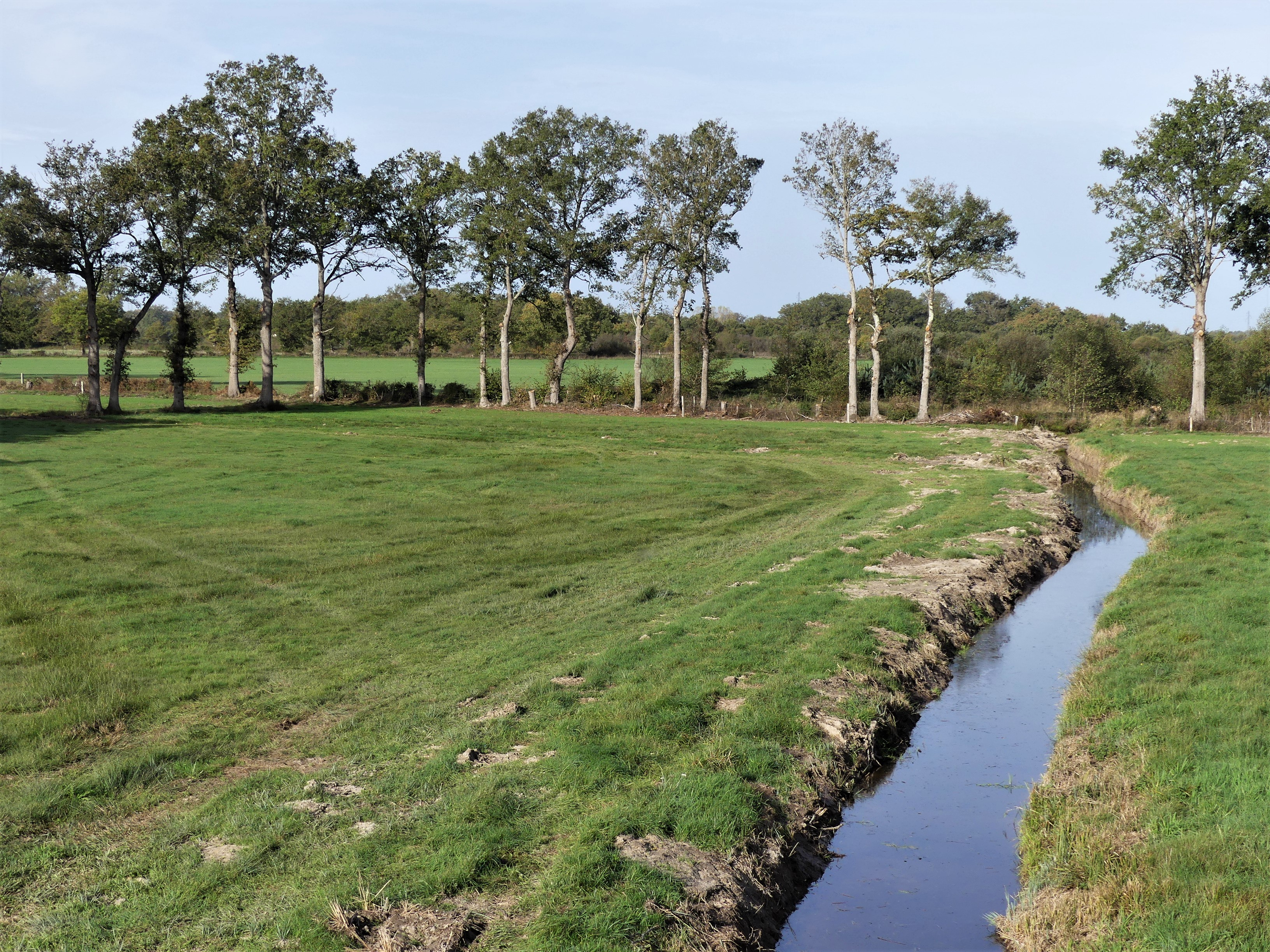
Le Mardallou au pont de la RD 997.

Parmi les quatre affluents du Signollet répertoriés par le Sandre, les trois principaux sont d'amont vers l'aval la Forêt (ou ruisseau de la Forêt) en rive droite, long de 5,21 km, le ruisseau du Petit Varaine en rive gauche, long de 9,86 km et le Mardallou (ou ruisseau de Tiolet dans sa partie amont) en rive droite, long de 7,88 km.
Les trois principaux affluents du Signollet ayant des affluents mais aucun sous-affluent, le nombre de Strahler du Signollet est donc de trois.

### Bassin versant
Le bassin versant du Signollet fait partie de la zone hydrographique : « La Goze & ses affluents », au sein du bassin DCE beaucoup plus étendu « La Loire, les cours d'eau côtiers vendéens et bretons ». Outre les quatre communes arrosées par le Signollet, le bassin versant en concerne quatre autres :
- Bord-Saint-Georges, où le ruisseau sans nom K5156400[7], affluent du ruisseau du Petit Varaine, prend sa source ;
- Domeyrot, arrosée très marginalement par le ruisseau de la Forêt, à l'est et au sud-est du lieu-dit Lusignat[4] ;
- Parsac-Rimondeix, où le Mardallou, ou ruisseau de Tiolet dans sa partie amont, prend sa source[6],[Note 1] ;
- Trois-Fonds arrosée par le ruisseau du Petit Varaine[5].

## Environnement
Une zone de 95 hectares du bassin versant du Mardallou, affluent du Signollet, fait partie de la zone naturelle d'intérêt écologique, faunistique et floristique (ZNIEFF) de type 1 « Étang et prairies humides de Tiolet ».
Ce site est remarquable par la présence de quinze espèces déterminantes d'animaux (deux libellules et treize oiseaux) et sept de plantes phanérogames.

## Galerie de photos

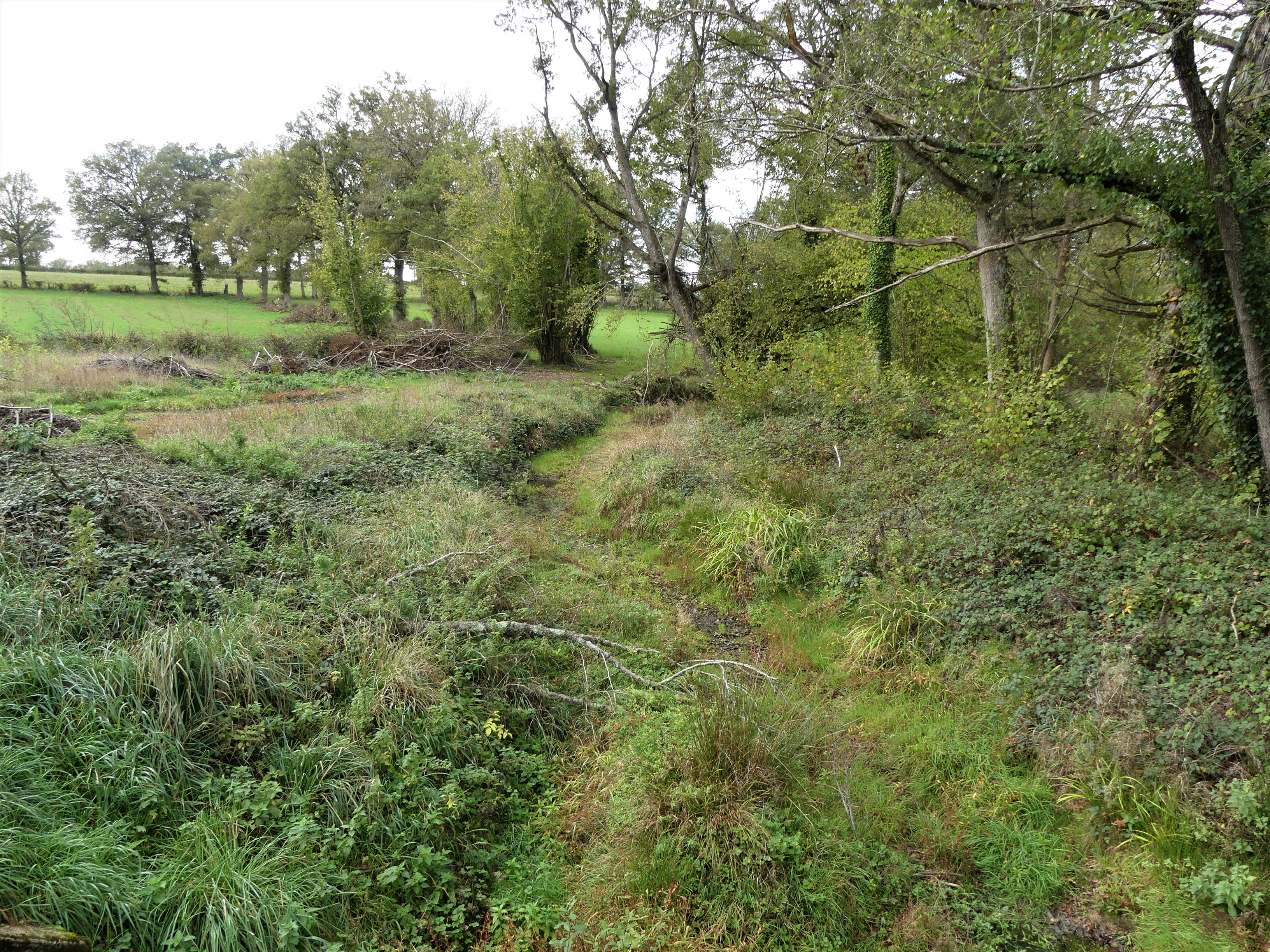
Le lit à sec du ruisseau du Grand Varaine au sud du lieu-dit Manerbe.
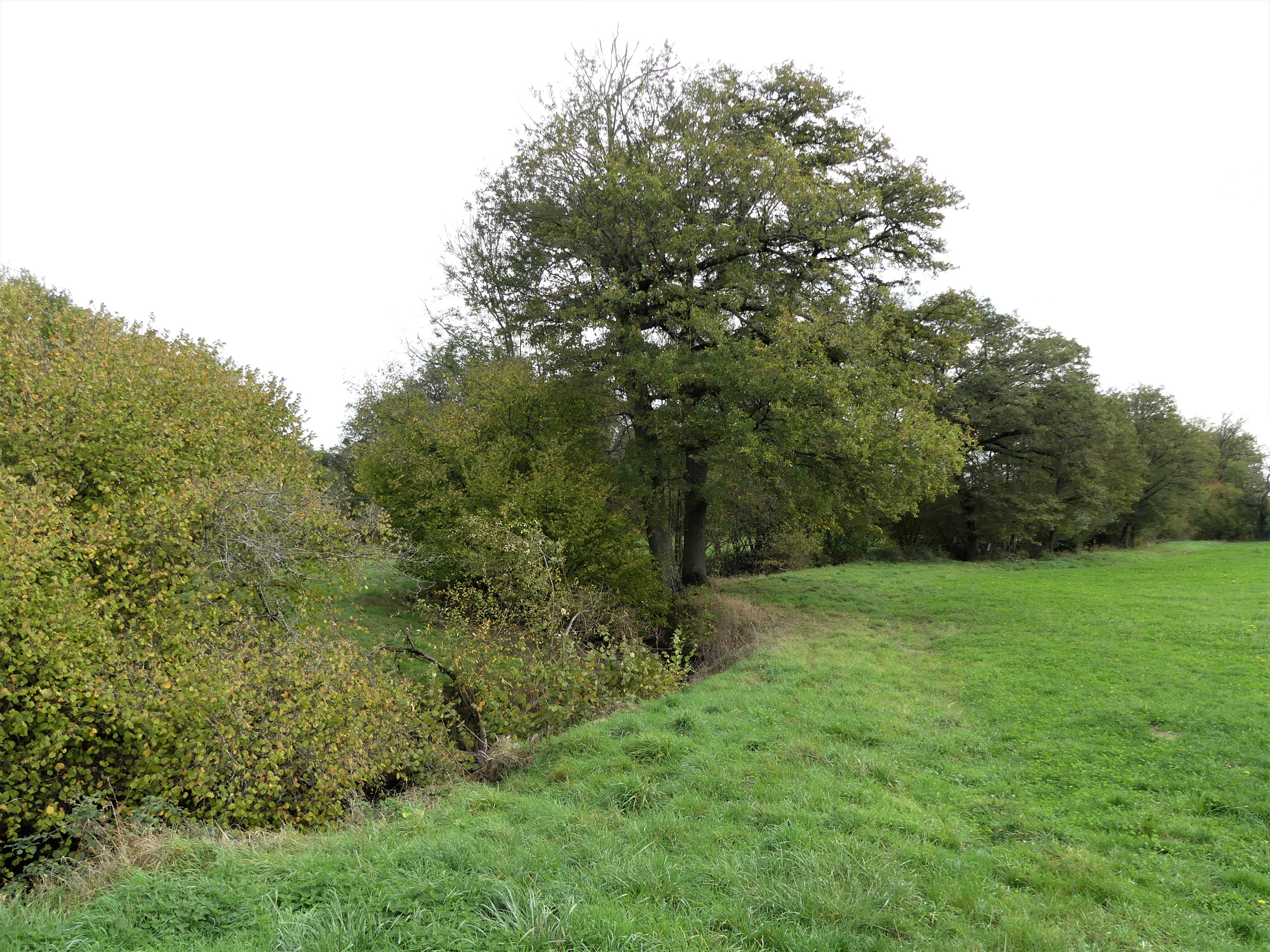
Le cours du ruisseau du Grand Varaine au nord-est du lieu-dit le Pré Danton.
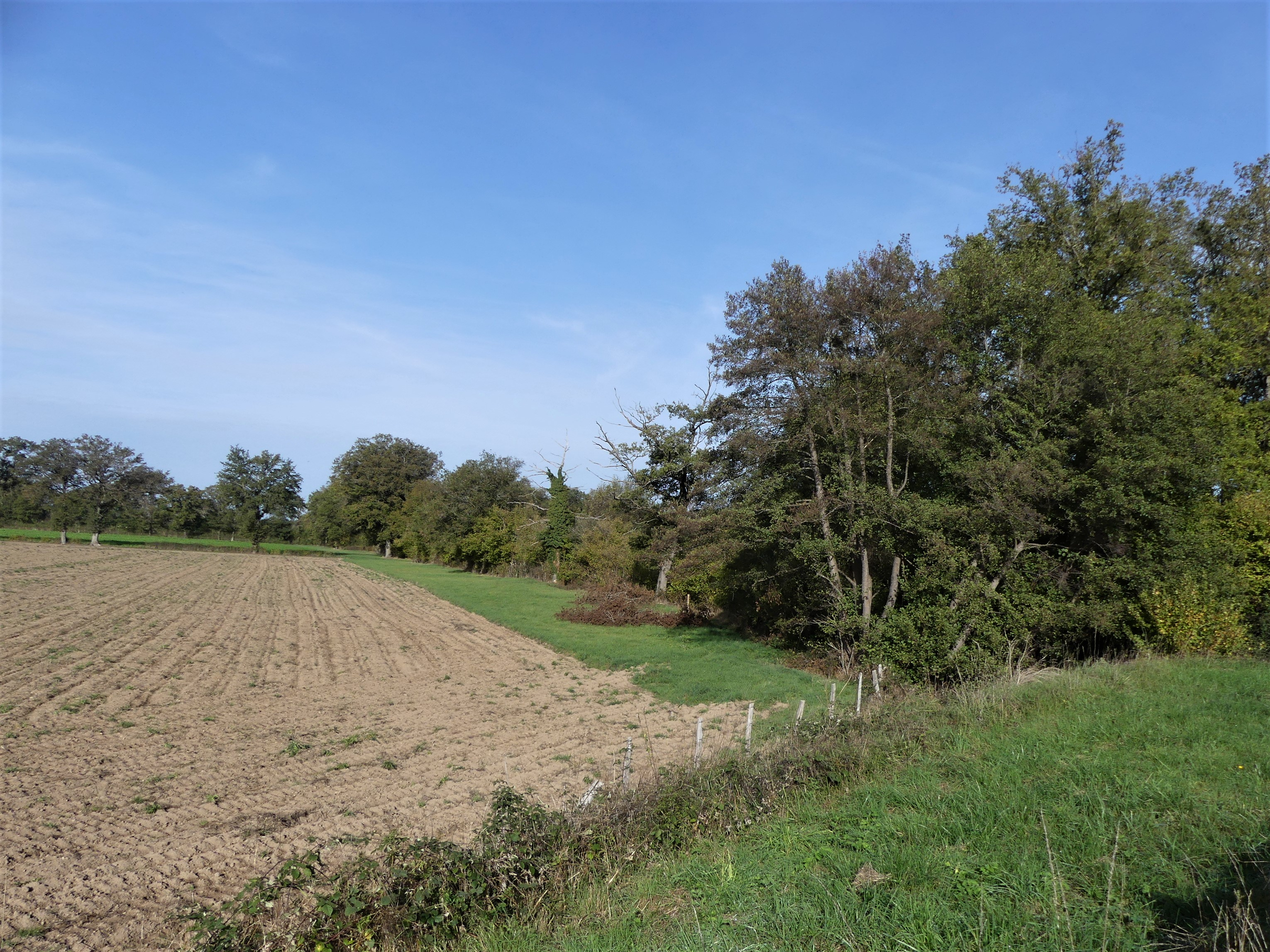
La vallée du Signollet (amont) au niveau de la RD 997.
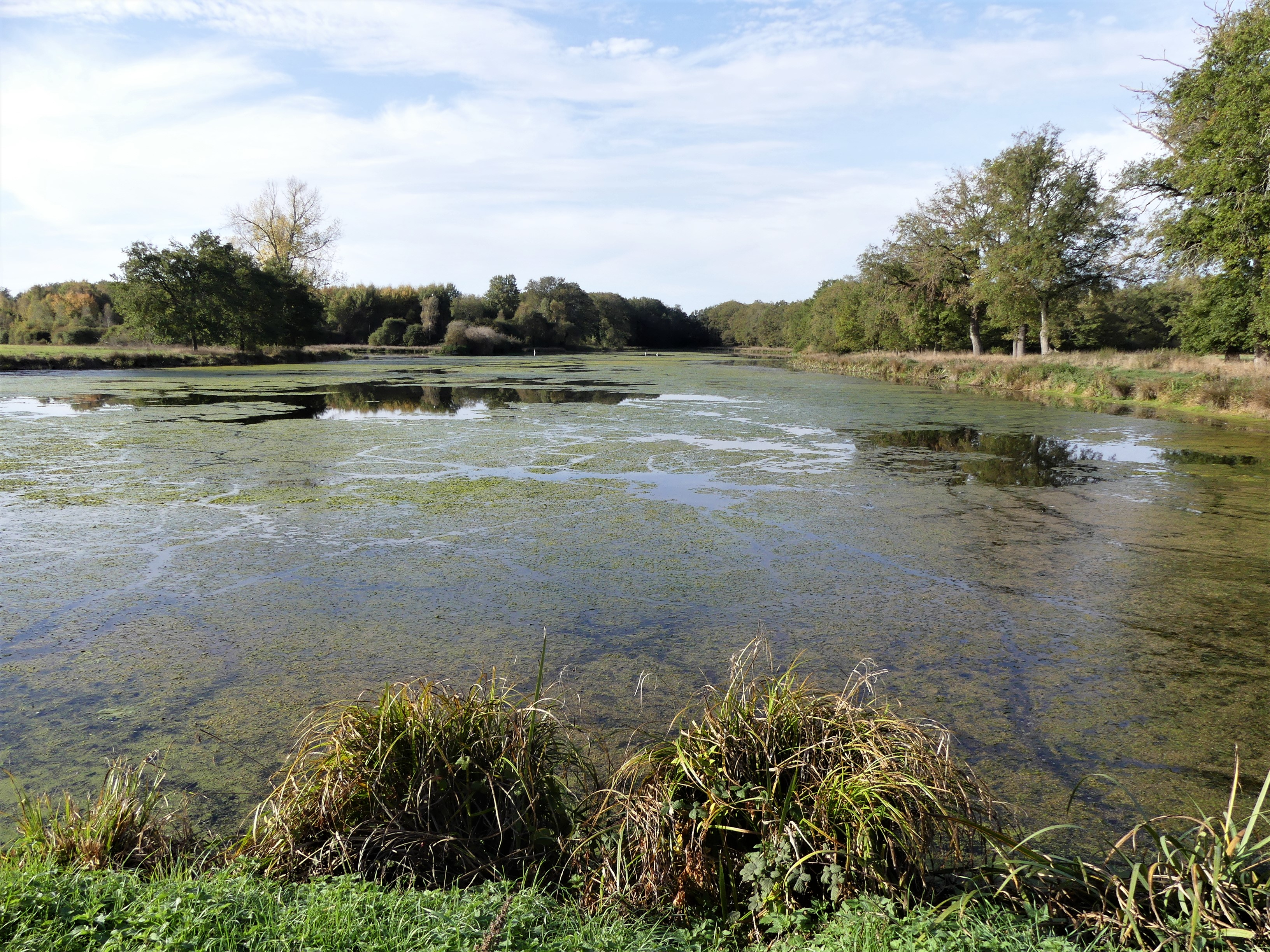
L'étang de Tiolet à l'ouest de la RD 40.